# خوان كوادرادو
خوان جويليرمو كوادرادو بيلو (بالإسبانية: Juan Guillermo Cuadrado Bello)‏ (مواليد 26 مايو 1988) هو لاعب كرة قدم كولومبي يلعب مع نادي أتالانتا في الدوري الإيطالي و‌المنتخب الكولومبي في مركز وسط الجناح الأيمن كما يمكنه اللعب في مركز الظهير الأيمن.

## المسيرة الاحترافية

### تشيلسي
انتقل إلى نادي تشيلسي الإنجليزي عام 2015 مقابل مبلغ 26.8 مليون جنيه إسترلينى، قادماً من فيورنتينا الإيطالي. لكنه لم يستطع اثبات نفسه مع تشيلسي حيث خاض 15 مباراة لم يسجل أي هدف. انتقل كوادرادو إلى يوفنتوس على سبيل الإعارة.

### يوفنتوس (إعارة)
بعد عدم نجاحه في تشلسي مع المدرب البرتغالي جوزيه مورينيو انتقل للنادي الإيطالي يوفنتوس على سبيل الإعارة لموسم 2015–16. كوادرادو سرعان ما أصبح لاعبا اساسيا في تشكيلة ماسميليانو اليغيري. حقق كوادرادو مع يوفنتوس لقب الدوري الإيطالي 5 مرات على التوالي ووصل مع فريقه إلى نهائي دوري الابطال ضد ريال مدريد 2016 -2017 لكنهم خسروا 1-4.

## روابط خارجية
- خوان كوادرادو على موقع الاتحاد الدولي (مؤرشف)  (الإنجليزية)
- خوان كوادرادو على موقع الاتحاد الأوربي (الإنجليزية)
- خوان كوادرادو على موقع قاعدة بيانات كرة القدم.إي يو (الإنجليزية)
- خوان كوادرادو على موقع ليكيب (الفرنسية)
- خوان كوادرادو على موقع ناشيونال فوتبول تيمز (الإنجليزية)
- خوان كوادرادو على موقع Soccerbase.com (لاعب) (الإنجليزية)
- خوان كوادرادو على موقع Soccerway.com (الإنجليزية)
- خوان كوادرادو على موقع عالم كرة القدم.نت (الإنجليزية)
- خوان كوادرادو على موقع كووورة
- خوان كوادرادو على موقع AS.com (الإسبانية)